# Со Тхэджи
Со Тхэджи (кор. 서태지 настоящее имя кор. 정현철 — Чон Хёнчхоль) — южнокорейский рок-вокалист, музыкант и автор песен. Лидер группы Seo Taiji and Boys. Тхэджи известен у себя на родине, вплоть до того, что его называют «королём культуры». Музыкальное творчество Тхэджи во многом находится под влиянием американского нью-метала и особенно группы Korn. Со Тхэджи один из самых известных корейских музыкантов в мире, особенно в Японии, США и России.

## Биография
Ещё подростком он бросил школу, так как критически относился к корейской системе образования и хотел более профессионально заняться музыкой. Поучаствовав в ряде групп в роли вокалиста и в одной из них даже в роли бас-гитариста, он в 1991 году создаёт нью-метал группу Seo Taiji and Boys (кор. 서태지와 아이들, Со Тхэджи и дети). Начав с несколько танцевального хард-рока, они быстро переходят к ню-металу, выполненному в духе Korn, вплоть до периодического полного копирования внешнего вида этой группы. В 1996 году группа распадается, и Со начинает свою сольную карьеру, где создаёт музыку в уже более разнообразном ключе, совмещая хэви-метал и хард-рок.

## Дискография

### Seotaiji and Boys
- Seotaiji and Boys(1992)
- Seotaiji and Boys II(1993)
- Seotaiji and Boys III(1994)
- Seotaiji and Boys IV(1995)

### Solo studio albums
- Seotaiji 5th(1998)
- Seotaiji 6th(2000)
- Seotaiji 7th Issue(2004)
- Seotaiji 8th Atomos(2009)

### Live releases
- 2009 Seotaiji Band Live Tour [The Möbius] (2010)
- The Great Seotaiji Symphony (including the track 'FM Business') (2009)
- Seotaiji Live Tour Zero '04 (2005)
- 6th Album Re-recording & ETPFEST Live (2003)
- Seotaiji Band Live Album 2000/2001 태지의 話(Taiji Speaks) (2001)
- Taiji Boys '95 다른 하늘이 열리고 (1995)
- Seotaiji and Boys '93 마지막축제(Last Festival) (1994)
- Taiji Boys Live & Techno Mix (1992)

### Singles & Etcs
- 8th Atomos Part Secret (2009)
- 8th Atomos Part Moai (2008)
- [&] Seotaiji 15th Anniversary Album (2007): remastered all songs from 'Seo Tai-ji & Boys' albums, live albums, solo albums, and remix songs are included.
- Feel The Soul Maxi Single (Released in Japan) (2001)
- Seotaiji and Boys Goodbye Best Album (1996)
- Sidae-Yoogam[시대유감-時代遺憾 Regret of the Times] (1996)

### DVD releases
- Seotaiji Live Tour: The Möbius (2011)
- The GREAT 2008 Seotaiji Symphony with Tolga Kashif & Royal Phillharmonic DVD (2010)
- 2004 Seo Taiji Record of the 7th (2005)
- The Shedding Bird: Seo Taiji Company DVD+Art book (2005)
- Seo Taiji Live Tour ZERO 04 DVD+Art book (2004)
- Seo Taiji Live Tour '2000-2001 The Taiji Speaks' DVD (2001)

### Blu-ray releases
- Seotaiji Live Tour: The Möbius (2011)
- The GREAT 2008 Seotaiji Symphony with Tolga Kashif & Royal Phillharmonic DVD+Blu-ray (2010)